# Tramway de Poissy à Saint-Germain
La ligne de Poissy à Saint-Germain est une ancienne ligne de tramway qui reliait Poissy à Saint-Germain-en-Laye.

## Histoire
La ligne est concédée par décret du 18 mai 1895 à Edmond Coignet, Léon Francq et Paul Grosselin pour une durée de 75 ans (jusqu'au 31 décembre 1970. L'exploitation de la ligne commence en 1896 et se fait au moyen de convois tractés par des locomotives sans foyer. Pour exploiter la ligne, conformément au cahier des charges, Coignet, Francq et Grosselin fondent la compagnie des Tramways mécaniques des environs de Paris (TMEP) qui devient officiellement concessionnaire de la ligne par décret du 8 janvier 1897.
En 1910, les TMEP alors en faillite sont repris par la compagnie des Tramways de Paris et du département de la Seine (TPDS) qui devient officiellement concessionnaire de la ligne le 1er juin 1910 mais très vite les TPDS entament des négociations avec la Compagnie des chemins de fer de grande banlieue (CGB) qui exploite un important réseau secondaire en Seine-et-Oise et une convention est signée entre les deux compagnie le 13 juillet 1910 pour la cession de la ligne, cette dernière ne devient officiellement concessionnaire de la ligne qu'au 22 août 1911 (il cependant est probable que la CGB ait repris l'exploitation de la ligne à la suite de la convention de cession du 13 juillet 1910).
La ligne est fermée en 1933.

## Infrastructure

### Le terminus de Saint-Germain
Le terminus de Saint-Germain-en-Laye est à l'origine établi sur l'actuelle place du Général de Gaulle au bout de la rue de la Paroisse sur le côté nord de l'église.

### Le terminus de Poissy et le dépôt
À Poissy passé la forêt de Saint-Germain, la ligne emprunte les actuelles avenue Fernand-Lefebvre et la rue du Général-de-Gaulle. Le terminus est situé à la gare au sud des voies du chemin de fer au coin de la place de la gare et d'une rue longeant les voies du chemin de fer (actuel square Léon Déliance, le bâtiment voyageur du grand chemin de fer étant établi au nord). Une aubette va être construite sur le coin pour servir de salle d'attente. Le terminus est doté d'une voie d'évitement à la fois pour permettre le croisement et la remise en tête des convois des locomotives. La voie se prolonge cependant au delà le long du chemin de fer et rejoint l'avenue Maurice Berteaux pour permettre l'accès au dépôt. Dans le sens inverse, une voie emprunte également l'avenue en formant une boucle avec les voies du terminus.
Le dépôt pour le remisage et l'entretien du matériel est établi à proximité du terminus le long des voies de chemin de fer, de l'avenue Maurice Berteaux et du boulevard Gambetta (à l'emplacement de l'actuelle gare routière sud de la gare de Poissy).

Poissy, terminus et dépôt
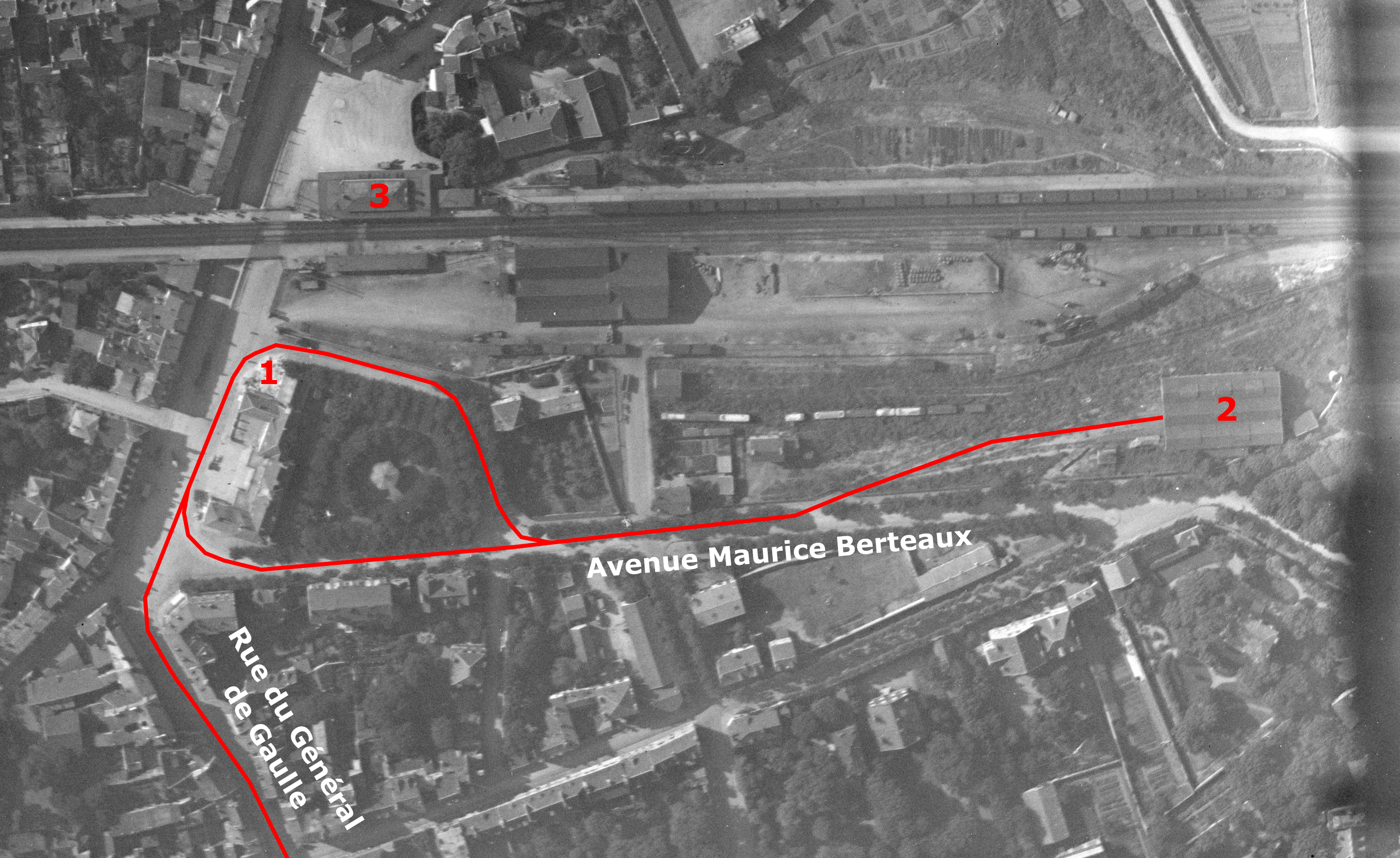
En rouge tracé ligne 1 terminus et aubette, 2 dépôt, 3 bâtiment de la gare.
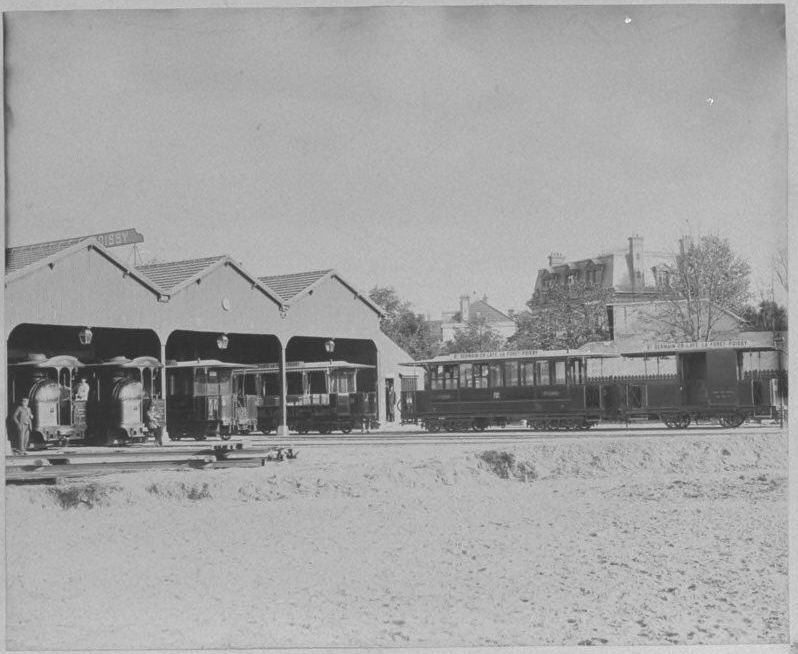
Dépôt et matériel.

## Matériel roulant

### Automotrices thermiques
| Illustration       | Modèle ou type                        | Compagnie | Nombre      | Numéros | En service | Hors service | Remarques |
| ------------------ | ------------------------------------- | --------- | ----------- | ------- | ---------- | ------------ | --------- |
|                    | Énergie (système Pieper)              | CGB       | 3           | AB1-AB3 | 1911       |              |           |
|                    | Nivelles (système Drake-Westinghouse) | CGB       | 3           | AB11-13 | 1911       |              |           |
|                    | Schneider                             | CGB       | 1           | AB100   | 1923       |              |           |
|                    | Renault Scemia RS4 (prototype)        | CGB       | 1           | AB150   | 1924       |              |           |
| Renault Scemia RS4 | CGB                                   | 9         | AB151-AB159 | 1926    |            |              |           |

### Locomotives sans foyer
| Illustration | Modèle ou type   | Compagnie         | Nombre | Numéros | En service | Hors service | Remarques |
| ------------ | ---------------- | ----------------- | ------ | ------- | ---------- | ------------ | --------- |
|              | Fives-Lille 020T | TMEP ; TPDS ; CGB | 5      | 1-5     | 1896       |              |           |